# Toscana Aeroporti
Toscana Aeroporti S.p.A. è una società per azioni, con sede a Firenze, che gestisce l'Aeroporto di Firenze-Peretola e l'Aeroporto di Pisa-San Giusto.
La società è quotata alla Borsa di Milano nell'MTA.

## Storia
La società è nata dalla fusione per incorporazione di Aeroporto di Firenze S.p.A. (AdF) in Società Aeroporto Toscano Galileo Galilei S.p.A. (SAT) di Pisa il 1º giugno 2015, dopo cinque giorni di borsa dall'iscrizione dell'atto di fusione ai Registri delle Imprese di Pisa e Firenze.
L'obiettivo delle OPA lanciate e concluse con successo da "Corporación América Italia S.r.l." su SAT (luglio 2014) e AdF (giugno 2014) era infatti quello di creare uno dei principali poli aeroportuali italiani.
Il 17 marzo 2016 è stato approvato il primo bilancio: sia i ricavi (+10,6%, 132,6 milioni di euro rispetto ai 119,9 milioni di euro del 2014) che gli utili (+33,6%, 8,5 milioni di euro rispetto ai 6,4 milioni di euro del 2014) sono aumentati. Il buon risultato finanziario è accompagnato da quello dei passeggeri che gli aeroporti di Pisa e di Firenze hanno trasportato: 7,2 milioni (+4,2% rispetto al 2014).

## Capitale sociale
Il capitale sociale successivo alla fusione ammonta a euro 30.709.743,90, suddiviso in 18.611.966 azioni ordinarie prive di indicazione del valore nominale, in seguito all'aumento di capitale di SAT pari a euro 14.440.743,90 attraverso l'emissione di 8.751.966 azioni poste al servizio del con cambio nel rapporto di n. 0,9987 azioni ordinarie di SAT prive di indicazione del valore nominale per ogni azione ordinaria di AdF dal valore di nominale 1 euro attribuite agli azionisti di AdF (le azioni di AdF sono state annullate, con la conseguente revoca della quotazione nell'MTA). 

### Azionariato
L'azionariato della società è così composto (soci con oltre il 3% del capitale sociale):
- 62,28% Corporación América Italia S.p.A.
- 26,90% Altri
- 5,79%  So.Gim. S.p.A.
- 5,03% Regione Toscana

### Società controllate (bilancio 2015)
Elenco delle società controllate da Toscana Aeroporti:
- Jet Fuel Co. S.r.L. 51,00%
- Parcheggi Peretola S.r.L. 100,00%
- Toscana Aeroporti Engineering S.r.L. 100,00%

### Partecipazioni (bilancio 2015)
- Alatoscana S.p.a. 13,27%
- Consorzio Pisa Energia S.c.r.l. 5,26%
- Tirreno Brennero S.r.l. 0,27%
- Montecatini Congressi S.c.r.l. (in liquidazione) 5,0%
- Interporto Toscano A.Vespucci S.p.a. 0,22%
- Seam S.p.a. 0.39%
- Immobili A.O.U. Careggi S.p.a. 25%
- Consorzio per l'Aeroporto di Siena (in liquidazione) 0.11%
- Consorzio Turistico Area Pisana S.c.r.l. (in liquidazione) 2,80%
- Scuola Aeroportuale Italiana Associazione 52,67%
- Firenze Convention Bureau S.c.r.l. 1,05%
- Firenze Mobilità S.p.a. 3,98%

## Consiglio d'Amministrazione
Nell'assemblea ordinaria e straordinaria degli azionisti del 15 luglio 2015 è stato nominato il Consiglio di Amministrazione, che rimarrà in carica fino all'approvazione dell'esercizio 2017:
- Marco Carrai, Presidente
- Roberto Naldi, Vice Presidente esecutivo
- Pierfrancesco Pacini, Vice Presidente
- Gina Giani, Amministratore delegato
- Vittorio Fanti, Consigliere delegato
- Leonardo Bassilichi
- Giovanni Battista Bonadio
- Stefano Bottai
- Martin Francisco Antranik Eurnekian Bonnarens
- Elisabetta Fabri
- Anna Girello
- Iacopo Mazzei
- Angela Nobile
- Saverio Panerai
- Ana Cristina Schirinian